# Radio Súper
Radio Súper fue una emisora de radio colombiana, cuya programación estaba en el formato hablado, que incluía noticias, música de diversos géneros y transmisiones deportivas, cuya sede se encuentraba en la ciudad de Cali y su oficina adicional en Popayán. La emisora era propiedad de Super Inversiones S.A.S, que era administrado por la familia Pava Camelo y era operado por la Cadena Súper.

## Historia
Radio Súper surgió desde mediados de los años 1970, por iniciativa del empresario, ex-senador y militante del Partido Conservador Colombiano, Jaime Pava Navarro, con la ayuda de capital por parte de sus hijos Henry y Humberto Pava Camelo, a comprar las acciones de la emisora La Voz de la Victor, una de las primeras estaciones de radio comercial establecidas en Bogotá. Nombró a su hijo Álvaro Pava Camelo como el primer director general de la emisora. El 1 de enero de 1975, sería relanzado como Radio Súper, estableciendo como estación cabecera de la futura cadena. A inicios de los años 80, la emisora expandió al nivel nacional, debido que las emisoras independientes como Radio Nutibara de Medellín y Emisoras Colosal de Neiva, perdieran de sus licencias por motivos económicos. También en la misma década, se lanzaría su primera emisora de radio en el formato de Frecuencia modulada, La Superestación, de corte juvenil, estableciendo bajo el nombre de Super Estación 88.9, desde su sede en la ciudad de Bogotá y que pronto se expandió al nivel nacional en ciudades de mayor población. 
En las siguientes décadas, la Cadena Súper compró las acciones de algunas emisoras en el país.
En 1998, la Cadena Súper participaría en las licitaciones para adjudicaciones en la frecuencia modulada, pero terminó por ganar a las dos principales cadenas radiales Caracol Radio y RCN Radio, por que otras emisoras como Todelar Radio, Colmundo Radio y la Cadena Súper, perdió una mayor presencia de audiencias en AM. 
En 2005, la Cadena Súper comenzó su proceso de adquisición de algunas de sus emisoras a RCN Radio.
En 2005, Superestación cesó sus operaciones el 31 de agosto de 2005 en la frecuencia modulada (FM), aunque siguió en el aire por la señal de internet, debido a la baja audiencia y la llegada de las nuevas emisoras juveniles. 
El 1 de marzo de 2006, fallece el empresario y periodista, Jaime Pava Navarro, por lo que sus hijos asumieron el control de la emisora, entre ellos su esposa Dilia Camelo de Pava. 
En junio de 2012, en medio de los problemas económicos y familiares, a raíz del fallecimiento de Dilia Camelo de Pava y de sus hermanos Henry y Juan Carlos Pava Camelo, se inició el proceso de adquisición de las emisoras en AM a RCN Radio, a comienzos de 2012 se integra en la cadena Radio Red en Bogotá, Medellín y Cali. En mismo año, las emisoras restantes de Radio Súper en Pereira, Villavicencio, Cúcuta, Armenia, Ibagué, Neiva y San Andrés, también fueron cedidas a RCN Radio, de la cuál pasó ser parte de la emisora de Radio Red y otras emisoras de la cadena de RCN Radio. 
Radio Súper finalizó sus emisiones el 31 de octubre de 2012.
En 2021, fallece el periodista, Humberto Pava Camelo, victima del COVID-19, por lo que la emisora se transfirió a los hijos de los hermanos Pava Camelo. En ella, se formó la sociedad Súper Inversiones S.A.S.

## Emisoras de la cadena en AM
| Ciudad        | Emisora                         | Dial    | Última Emisión        |
| ------------- | ------------------------------- | ------- | --------------------- |
| Bogotá        | Radio Super Bogotá              | 970 AM  | 31 de octubre de 2012 |
| Cali          | Radio Super Cali                | 1200 AM | 31 de octubre de 2012 |
| Medellín      | Radio Super Medellín            | 710 AM  | 31 de octubre de 2012 |
| Ibagué        | Radio Super Ibagué              | 1020 AM | 31 de octubre de 2012 |
| Popayán       | Radio Súper Popayán             | 1070 AM | 29 de abril de 2024   |
| Caicedonia    | Radio Super Caicedonia          | 1280 AM | 31 de octubre de 2012 |
| Tunja         | Radio Super Tunja               | 1300 AM | 31 de octubre de 2012 |
| Villavicencio | Ondas del Meta                  | 1170 AM | 31 de octubre de 2012 |
| Villavicencio | La Voz del Llano (Señal matriz) | 1020 AM | 31 de octubre de 2012 |

## Emisoras de la cadena en FM
| Ciudad    | Emisora | Dial     |
| --------- | ------- | -------- |
| Antioquia | ORadio  | 104.4 FM |